# Андервуд, Джордж (художник)
Джордж Андервуд (англ. George Underwood; 5 февраля 1947) — британский художник и музыкант. Наиболее известен как создатель обложек для ряда известных рок-альбомов, а также  сотрудничеством со своим давним другом, автором-исполнителем Дэвидом Боуи.

## Биография
Джордж Андервуд посещал Среднюю техническую школу Бромли, где его одноклассниками были Дэвид Боуи и Питер Фрэмптоном. Во время учёбы юноша увлекся музыкой — создав с Боуи группу George and the Dragons. Однако, она просуществовала не долго — распавшись после конфликта из-за девушки: Андервуд, носивший перстень на пальце, ударил Боуи в левый глаз, из-за чего последний попал в больницу на четыре месяца. После серии операций врачам так и не удалось полностью восстановить зрение юноши — зрачок травмированного глаза стал мидриатичным, что создавало эффект различного цвета глаз став, впоследствии, одной из отличительных черт артиста. Несмотря на этот инцидент, Боуи и Андервуд остались хорошими друзьями: они записали совместный альбом (в составе группы The King Bees), а также сотрудничали над сольным диском Андервуда, выпущенным под псевдонимом Кэльвин Джеймс (Calvin James).
Решив, что музыкальный бизнес не для него, Андервуд вернулся к рисованию, проработав иллюстратором в нескольких дизайн-студиях. Первоначально он специализировался на обложках книг в жанре фэнтези, ужасов и научной фантастики, однако, поскольку многие его коллеги занимались музыкальным бизнесом — начал иллюстрировать обложки музыкальных альбомов], так как многие из них просили помочь с работой. В итоге став художником-фрилансером. Андервуд зарекомендовал себя как ведущий художественный иллюстратор, создав обложки для альбомов таких артистов, как T. Rex (Futuristic Dragon, My People Were Fair and Had Sky in Their Hair… But Now They’re Content to Wear Stars on Their Brows), The Fixx (Phantoms, Reach the Beach, Beautiful Friction и Calm Animals), Procol Harum (Shine On Brightly), Mott the Hoople (All the Young Dudes) и Дэвид Боуи (Hunky Dory и The Rise and Fall of Ziggy Stardust and the Spiders from Mars). В течение карьеры Андервуд создал сотни обложек для книг, грампластинок и компакт-дисков, рекламных постеров, портретов и рисунков.
Андервуд участвовал в съёмках документального фильма David Bowie & the Story of Ziggy Stardust (2012) компании BBC Cymru Wales.